# Autoroute A115 (France)
Pour les articles homonymes, voir A115.
L'autoroute française A115 est une autoroute longue de 13 km située dans le département du Val-d'Oise en région parisienne. Elle relie l'autoroute A15 à hauteur de Sannois à la Francilienne par l'échangeur de Méry-sur-Oise. Elle permet ainsi de rejoindre l'autoroute A16 vers Amiens et Calais depuis le nord-ouest de Paris. Non concédée, elle est gérée par la direction interdépartementale des Routes (DIR) d'Île-de-France.

## Caractéristiques

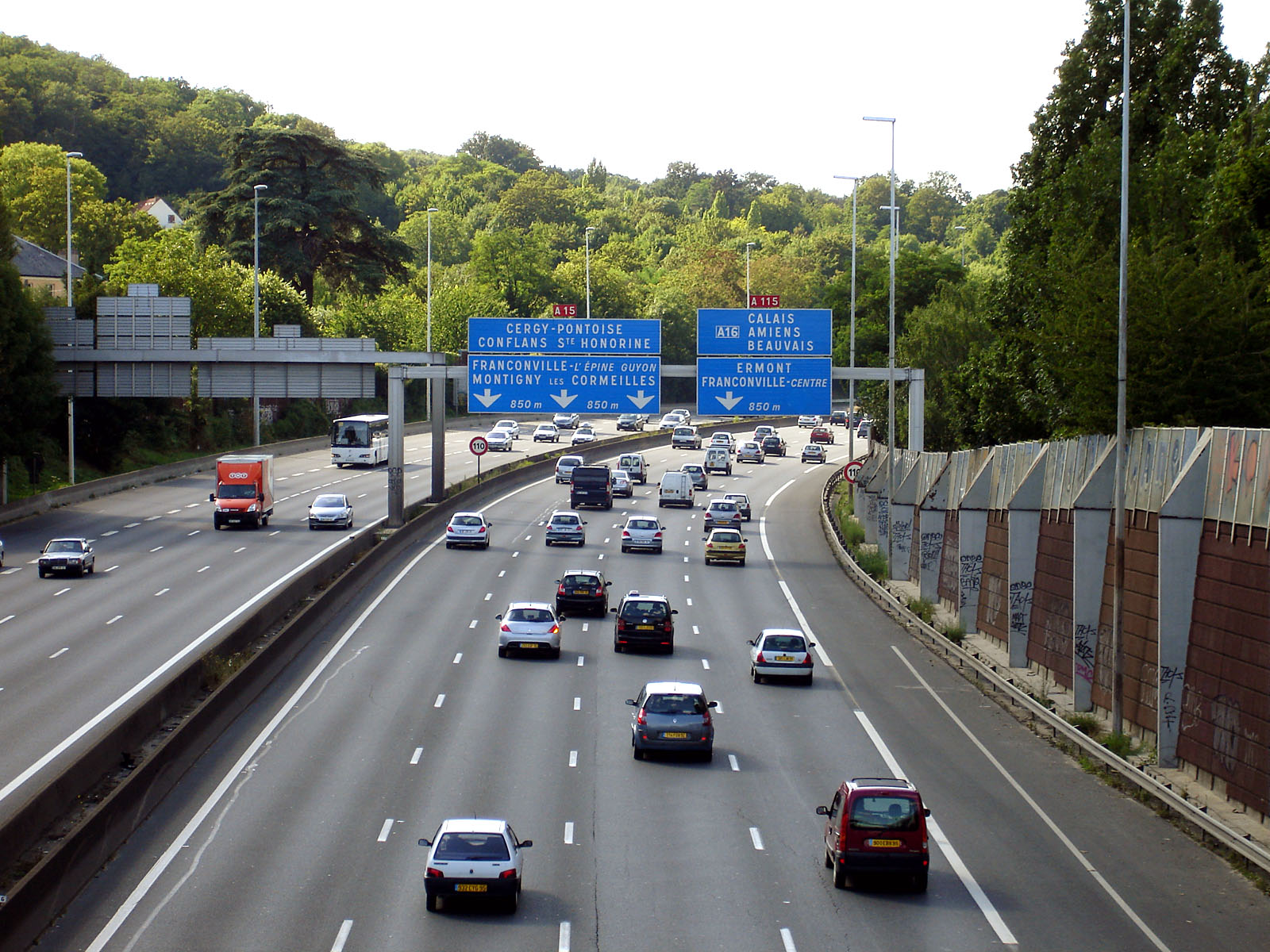
L'autoroute A15 à Sannois à quelques mètres avant le croisement avec l'autoroute A115 (Val-d'Oise).

L'A115, autoroute à 2 × 2 voies, est une voie majeure du département du Val-d'Oise, reliant l'A15 à la Francilienne par l'échangeur de Méry-sur-Oise d'où les automobilistes peuvent rejoindre sans coupure l'A16 pour Calais.
L'autoroute a d'abord relié Sannois à Beauchamp, puis Taverny en 2000 et Bessancourt par une tranchée couverte longue de 500 mètres.
En septembre 2004, la dernière portion a été ouverte entre Bessancourt et Méry-sur-Oise permettant ainsi de rejoindre la N184 par l'échangeur de Méry-sur-Oise.
L'autoroute est prolongée par la RN 184 jusqu'à l'A16 en direction d'Amiens.

## Sorties
Section non-concédée à DIRIF et gratuite.
- Échangeur entre A15 et A115 : Paris, Argenteuil, Épinay-sur-Seine, Franconville - Épine Guyon, Cergy-Pontoise
  -    Début d’autoroute A115
- 1 Franconville - centre : Sannois, Ermont, Franconville
- 2 Le Plessis-Bouchard - centre : Eaubonne, Le Plessis-Bouchard
- 3 Le Plessis-Bouchard - Zone d'Activités : Saint-Leu-la-Forêt, Le Plessis-Bouchard (demi-échangeur)
- 3.1 : Le Plessis-Bouchard (en projet)
- 4 Taverny - centre : Taverny, Beauchamp - centre
  -  Tunnel de Taverny
- 5 Taverny - Les Lignieres : Bessancourt, Taverny, Z.A. Beauchamp-Taverny
- 6 Méry-sur-Oise - centre : Auvers-sur-Oise, Frépillon, Méry-sur-Oise
- Échangeur entre RN 184 et A115 (échangeur de Méry-sur-Oise) : Méry-sur-Oise, Auvers-sur-Oise, Frépillon, Calais, Amiens, Beauvais (A16)

## Éclairage
Depuis le début de 2008, l'autoroute A115 (ainsi que l'A1, l'A15 et une partie de la RN184), n'est plus éclairée à la suite de vols de câbles.